# Выборы главы Республики Бурятия (2017)
Выборы главы Республики Бурятия состоялись в Бурятии 10 сентября 2017 года в единый день голосования. Прямые выборы главы республики прошли впервые с 2002 года (в 2007 и 2012 годах глава назначался Народным хуралом Бурятии по предложению президента РФ).
На 1 января 2017 года в Бурятии было зарегистрировано 715 422 избирателей.
Председатель Центральной избирательной комиссии Республики Бурятия — Дмитрий Ивайловский.

## Предшествующие события
С 2007 года президентом республики был Вячеслав Наговицын. 12 мая 2012 года он был повторно утверждён на должность главы республики. Срок полномочий Наговицына истекал в мае 2017 года.
В начале мая 2012 года, президент РФ Дмитрий Медведев подписал закон, вернувший в России прямые выборы глав регионов. Закон вступал в силу 1 июня 2012 года.
7 февраля 2017 года Вячеслав Наговицин объявил об отставке. В тот же день освобождён от должности Указом Президента России Владимира Путина. Временно исполняющим обязанности главы региона назначен Алексей Цыденов.

### Ключевые даты
- 6 июня 2017 года Народный хурал Бурятии назначил выборы на 10 сентября 2017 года (единый день голосования)[5].
  - 8 июня опубликован расчёт числа подписей, необходимых для регистрации кандидата[6].
  - с 7 по 26 июня — период выдвижения кандидатов[7].
  - агитационный период начинается со дня выдвижения кандидата и прекращается за одни сутки до дня голосования.
- с 11 по 16 июля — представление документов для регистрации кандидатов, к заявлениям должны прилагаться листы с подписями муниципальных депутатов[7].
- 9 сентября — день тишины.
- 10 сентября — день голосования.

## Выдвижение и регистрации кандидатов
В Республике Бурятия кандидаты выдвигаются только политическими партиями, имеющими право участвовать в выборах, или их региональными отделениями. Самовыдвижение не допускается.
Каждый кандидат при регистрации должен представить список из трёх человек, один из которых, в случае избрания кандидата, станет представителем правительства региона в Совете Федерации.

### Муниципальный фильтр
В Бурятии кандидаты должны собрать подписи 7 % муниципальных депутатов и глав муниципальных образований. Среди них должны быть подписи депутатов районных и городских советов и (или) глав районов и городских округов в количестве 7 % от их общего числа. При этом подписи нужно получить не менее чем в трёх четвертях районов и городских округов. По расчёту избиркома, каждый кандидат должен собрать от 216 до 226 подписей депутатов всех уровней и глав муниципальных образований, из которых от 30 до 32 — депутатов райсоветов и советов городских округов и глав районов и городских округов не менее чем 18 районов и городских округов республики.

## Кандидаты
| Кандидат          | Должность (на момент выдвижения)                                                       | Партия             | Статус                                                                          | Кандидаты в Совет Федерации |
| ----------------- | -------------------------------------------------------------------------------------- | ------------------ | ------------------------------------------------------------------------------- | --------------------------- |
| Батодалай Багдаев | гендиректор ООО «Газета „Улан-Удэ“»                                                    | Коммунисты России  | зарегистрирован                                                                 |                             |
| Юрий Базаржапов   | гендиректор ЧДОУ «Сеть центров развития ребенка — детский сад „Малыш-Джентльмен“»      | ПРБ                | выбыл по личному заявлению                                                      |                             |
| Сергей Дорош      | помощник депутата Государственной Думы VII созыва Юрия Волкова                         | ЛДПР               | зарегистрирован                                                                 |                             |
| Вячеслав Мархаев  | член Совета Федерации от Иркутской области, член комитета СФ по обороне и безопасности | КПРФ               | отказано в регистрации (не преодолел муниципальный фильтр)                      |                             |
| Игорь Пронькинов  | гендиректор ООО «Шуудэр»                                                               | Партия пенсионеров | отказано в регистрации (не представлены документы, необходимые для регистрации) |                             |
| Алексей Цыденов   | врио главы Республики Бурятия                                                          | Единая Россия      | зарегистрирован                                                                 |                             |

## Социологические исследования
| Опрос                   | Явка | Цыденов | Мархаев | Дорош | Багдаев | Испорчу бюллетень | Не пойду на выборы | Затруднились ответить |
| ----------------------- | ---- | ------- | ------- | ----- | ------- | ----------------- | ------------------ | --------------------- |
| ФОМ, 17-25 июля 2017    | 53 % | 58 %    | 7 %     | 2 %   | <1 %    | 2 %               | <1%                | 30 %                  |
| ФОМ, 10-21 августа 2017 | -    | 75 %    | -       | 0%    | 1 %     | 1 %               | 1%                 | 23 %                  |

## Итоги выборов

Карта явки на выборы.

| Место                       | Место                       | Кандидат                    | Партия                      | Голосов | %       |
| --------------------------- | --------------------------- | --------------------------- | --------------------------- | ------- | ------- |
|                             | 1.                          | Алексей Цыденов             | Единая Россия               | 260 028 | 87,43 % |
|                             | 2.                          | Батодалай Багдаев           | Коммунисты России           | 15 325  | 5,15 %  |
|                             | 3.                          | Сергей Дорош                | ЛДПР                        | 13 056  | 4,39 %  |
| Действительных бюллетеней   | Действительных бюллетеней   | Действительных бюллетеней   | Действительных бюллетеней   | 288 409 | 96,98 % |
| Недействительных бюллетеней | Недействительных бюллетеней | Недействительных бюллетеней | Недействительных бюллетеней | 8988    | 3,02 %  |
| Всего                       | Всего                       | Всего                       | Всего                       | 297 397 | 100 %   |
|                             |                             |                             |                             |         |         |
| Явка                        | Явка                        | Явка                        | Явка                        | 297 397 | 41,65 % |
| Общее число избирателей     | Общее число избирателей     | Общее число избирателей     | Общее число избирателей     | 713 953 |         |